# Onthophagus victoriensis
Onthophagus victoriensis é uma espécie de inseto do género Onthophagus, família Scarabaeidae, ordem Coleoptera.
Foi descrita cientificamente por Blackburn em 1903.